# 大司教区

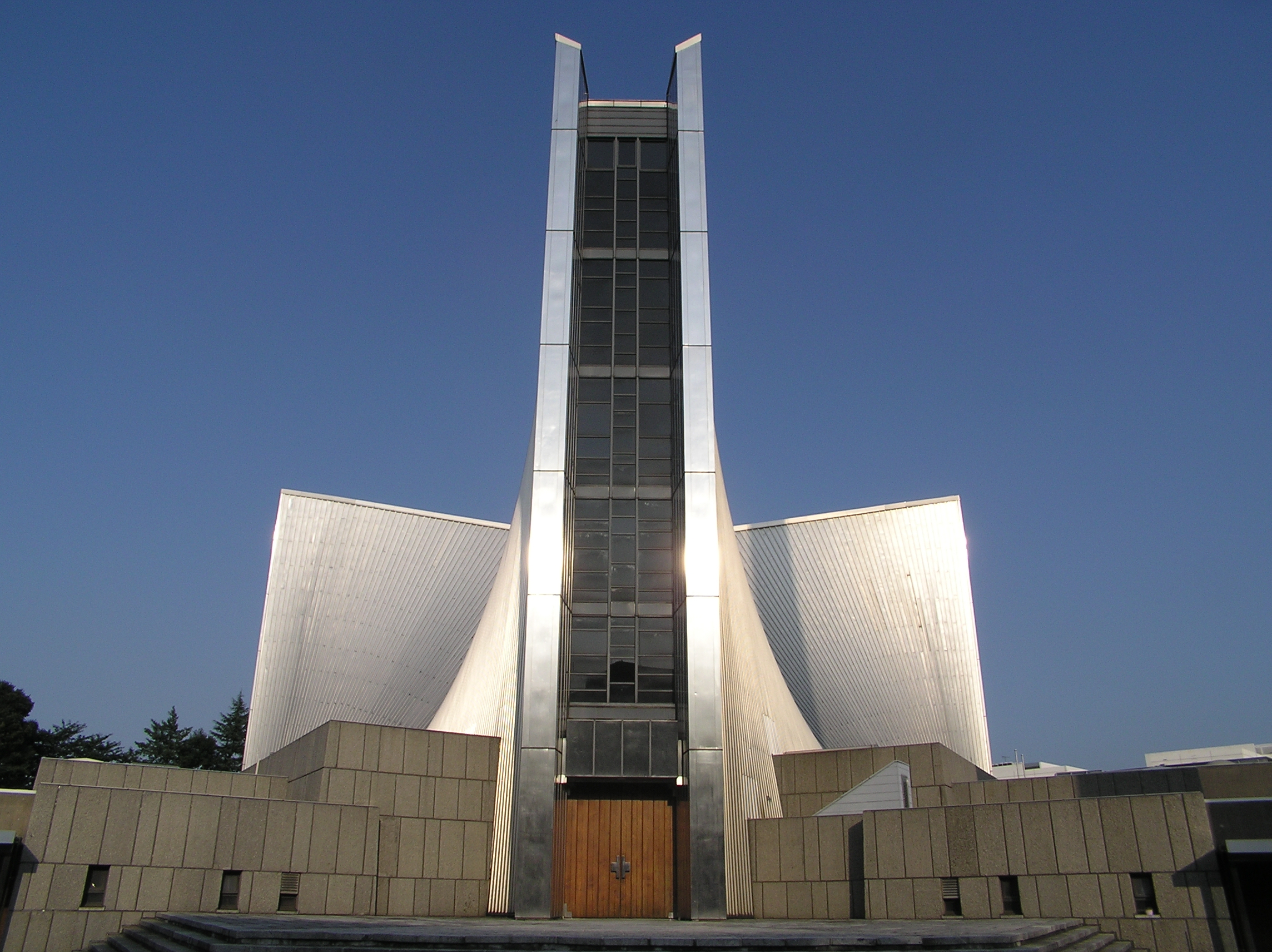
東京カテドラル聖マリア大聖堂

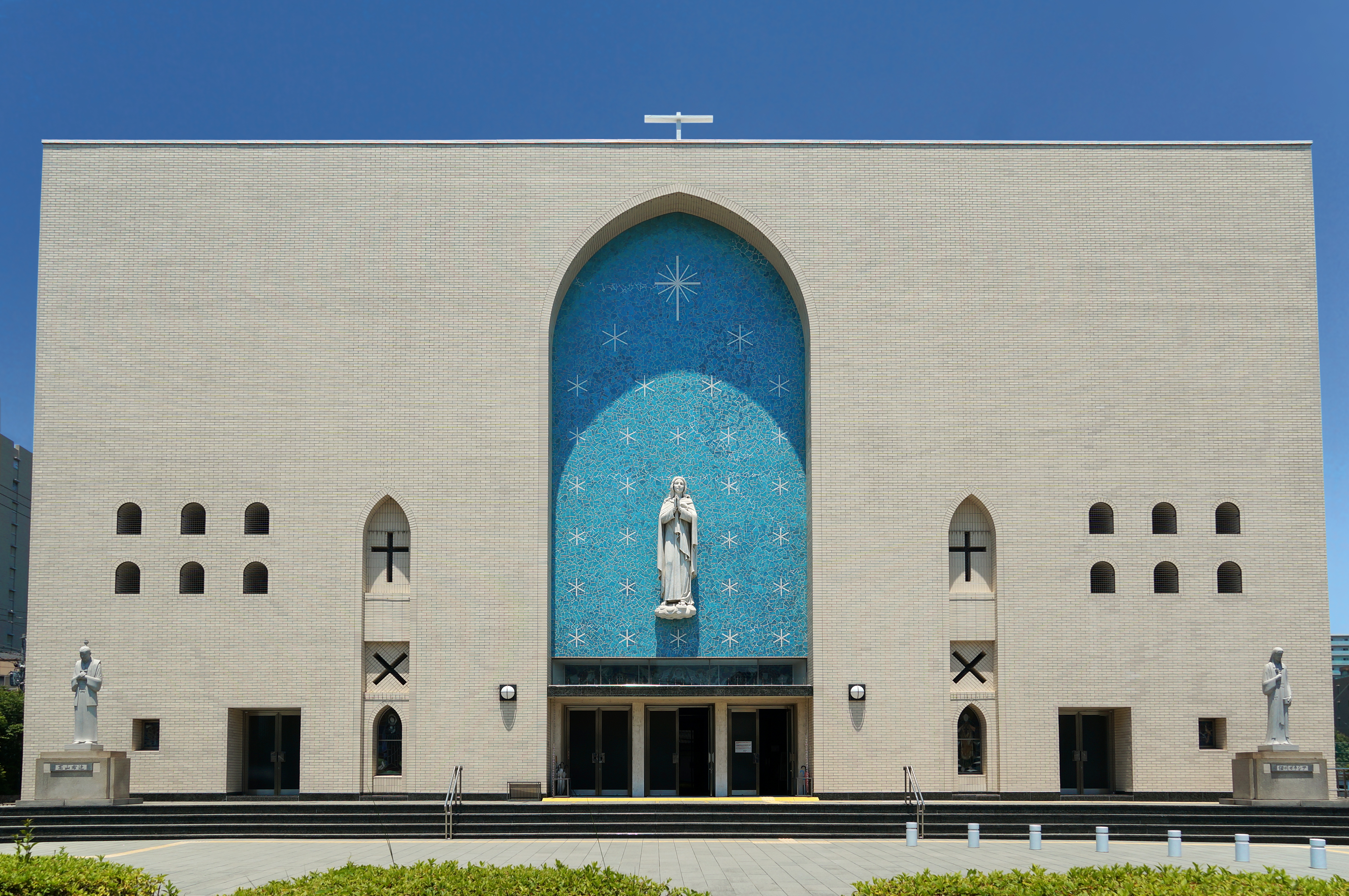
大阪高松カテドラル聖マリア大聖堂

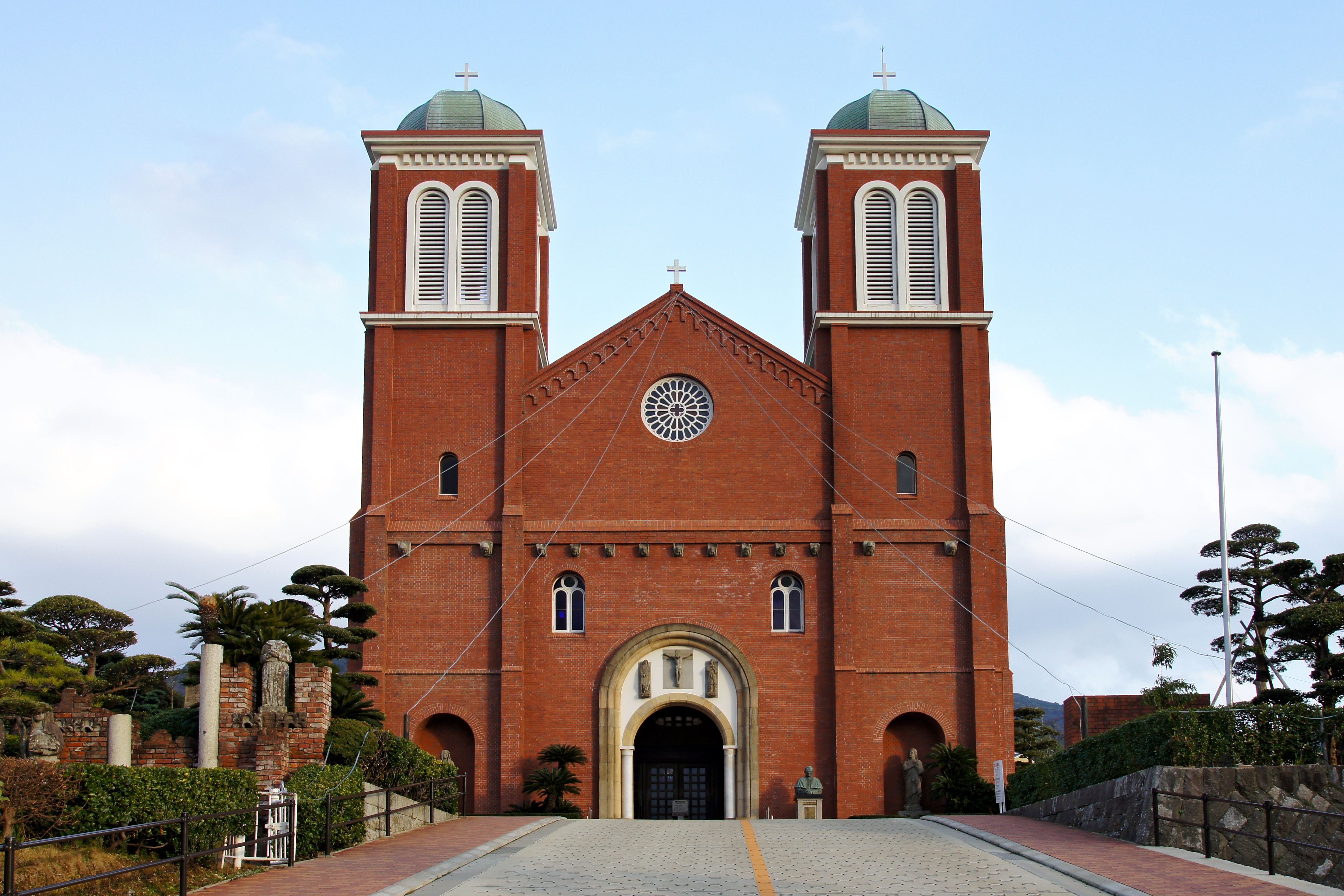
浦上天主堂

大司教区（だいしきょうく、 英: archdiocese、羅: Archidioecesis）は、カトリック教会において、大司教が治める教区(diocese) である。複数の教区を取りまとめる教会管区となることもある。

## 日本の大司教区
日本には、東京、大阪、長崎の3カ所に設置され、それぞれ教会管区をも兼ねている。役職者・元役職者は2024年11月末現在のもの。
- カトリック東京大司教区
  - 大司教座 - 関口教会（東京カテドラル聖マリア大聖堂）（北緯35度42分50.9秒 東経139度43分33.7秒 / 北緯35.714139度 東経139.726028度）
  - 役職者 - タルチシオ菊地功大司教
  - 元役職者 - パウロ森一弘司教（名誉司教・元補佐司教）、ヤコブ幸田和生司教（名誉司教・元補佐司教）

- カトリック大阪高松大司教区
  - 大司教座 - 玉造教会（大阪高松カテドラル聖マリア大聖堂）（北緯34度40分43.7秒 東経135度31分39.1秒 / 北緯34.678806度 東経135.527528度）
  - 役職者 - トマスアクィナス前田万葉大司教・枢機卿、パウロ酒井俊弘司教（補佐司教）
  - カトリック大阪大司教区時代の元役職者 - レオ池長潤大司教（名誉大司教）

- カトリック長崎大司教区
  - 大司教座 - 浦上教会（浦上天主堂）（北緯32度46分34.1秒 東経129度52分6.1秒 / 北緯32.776139度 東経129.868361度）
  - 役職者 - ペトロ中村倫明大司教
  - 元役職者 - ヨセフ高見三明大司教（名誉大司教）

（2022年2月23日から）

## ヨーロッパの主な大司教区

### ベルギー
- メヘレン・ブリュッセル大司教区

### フランス
- ブザンソン大司教区
- ボルドー大司教区
- クレルモン大司教区
- ディジョン大司教区
- リール大司教区
- リヨン大司教区
- マルセイユ大司教区
- モンペリエ大司教区
- パリ大司教区
- ポワティエ大司教区
- ランス大司教区
- レンヌ大司教区
- ルーアン大司教区
- トゥールーズ大司教区
- トゥール大司教区

海外県
- マルティニーク島大司教区
- パペーテ大司教区
- ヌメア大司教区

### ドイツ
- ケルン大司教区
- トリーア大司教区
- マインツ大司教区
- フライブルク大司教区
- バンベルク大司教区
- ベルリン大司教区
- ハンブルク大司教区
- ミュンヘンとフライジンク大司教区
- パーダーボルン大司教区

### オーストリア
- ザルツブルク大司教区

### イギリス
- カンタベリー大司教区